# Инструмент за структурна политика за предприсъединяване
Програма ИСПА (на английски: ISPA, от Instrument for Structural Policies for Pre-Accession; на български – „Инструмент за структурна политика за предприсъединяване“) е един от трите (заедно с ФАР и САПАРД) финансови инструмента за безвъзмездна помощ на Европейския съюз. ИСПА подпомага осъществяването на големи транспортни и екологични проекти, включени в Партньорствата за присъединяване. Програмата е създадена през юни 1999 и обхваща периода 2000 – 2006 г.
В областта на транспортната инфраструктура ИСПА отпуска финансиране за свързване на националните транспортни мрежи (железопътни линии, магистрали) с общоевропейските, както и за реконструкция и изграждане на летища и пристанища. Мерките за опазване на околната среда, финансирани по ИСПА, целят подобряване на качеството на питейната вода, пречистване на отпадните води, обезопасяване и оползотворяване на твърдите отпадъци, подобряване чистотата на въздуха в промишлените райони и др.
Средствата по ИСПА за 2000 – 2006 са около 1 млрд. евро годишно и се разпределят между всички страни кандидатки за членове в Европейския съюз на основа на броя на населението, БНП на глава от населението, територията и конкретните нужди на съответната страна.
През първите четири години от прилагането си ИСПА предоставя субсидии за над 300 големи инфраструктурни проекта в 10-те страни кандидатки от Централна и Източна Европа (България, Естония, Латвия, Литва, Унгария, Полша, Румъния, Словакия, Словения, Чехия). Предоставената помощ възлиза на 7 милиарда евро.
След разширяването през 2004 г. България и Румъния запазват достъпа си до ИСПА, докато останалите 8 държави, вече в ЕС, получават достъп до Кохезионния фонд. Европейският съвет в Копенхаген през декември 2002 г. решава да увеличи помощта за България и Румъния до края на 2006 г. От 1 януари 2005 г. достъп до ИСПА получава и Хърватия.